# Westelijk Marktkanaal

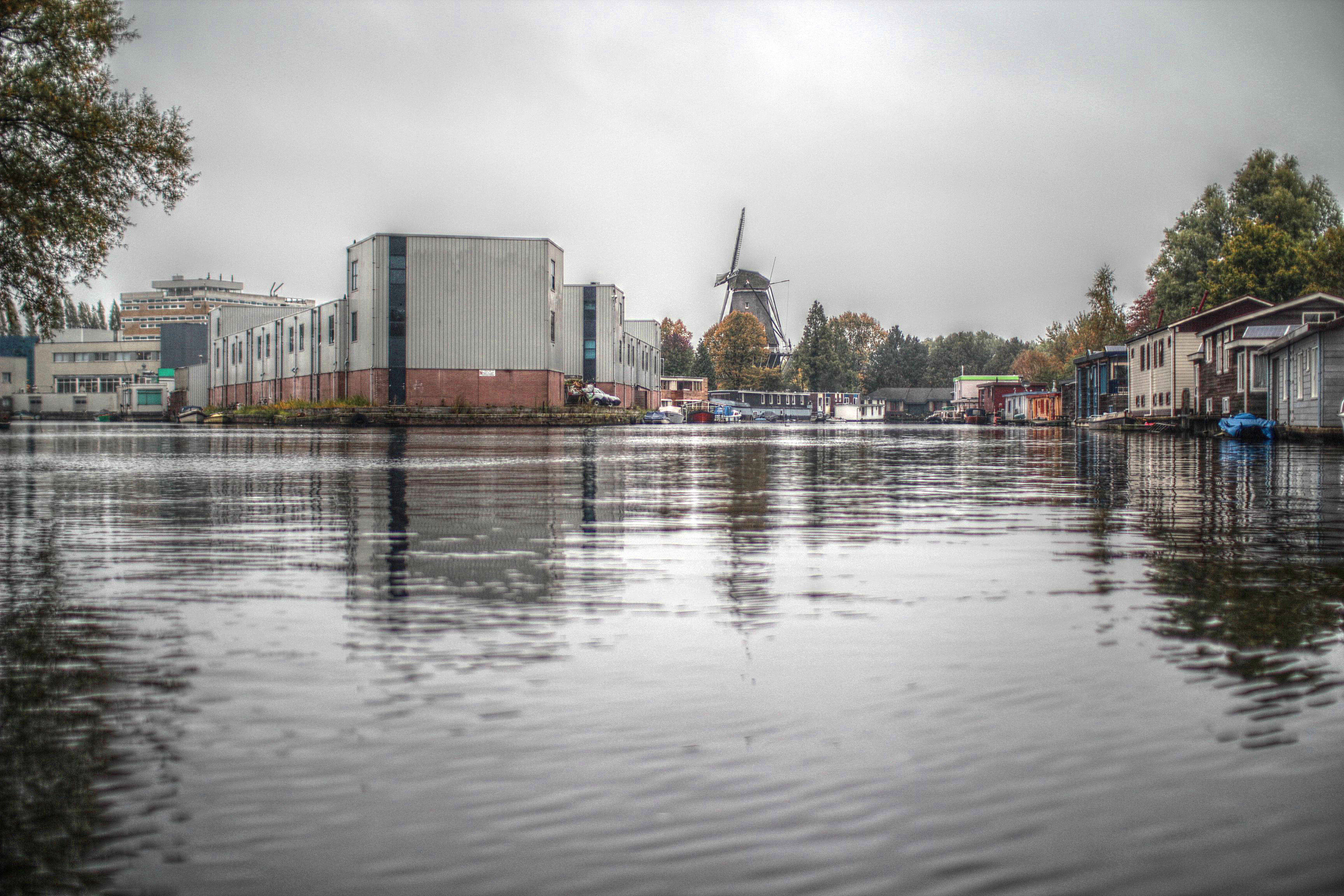
Het noordelijk stuk van het Westelijk Marktkanaal. De molen aan het einde is De Bloem, bij de Haarlemmerweg. Oktober 2012.

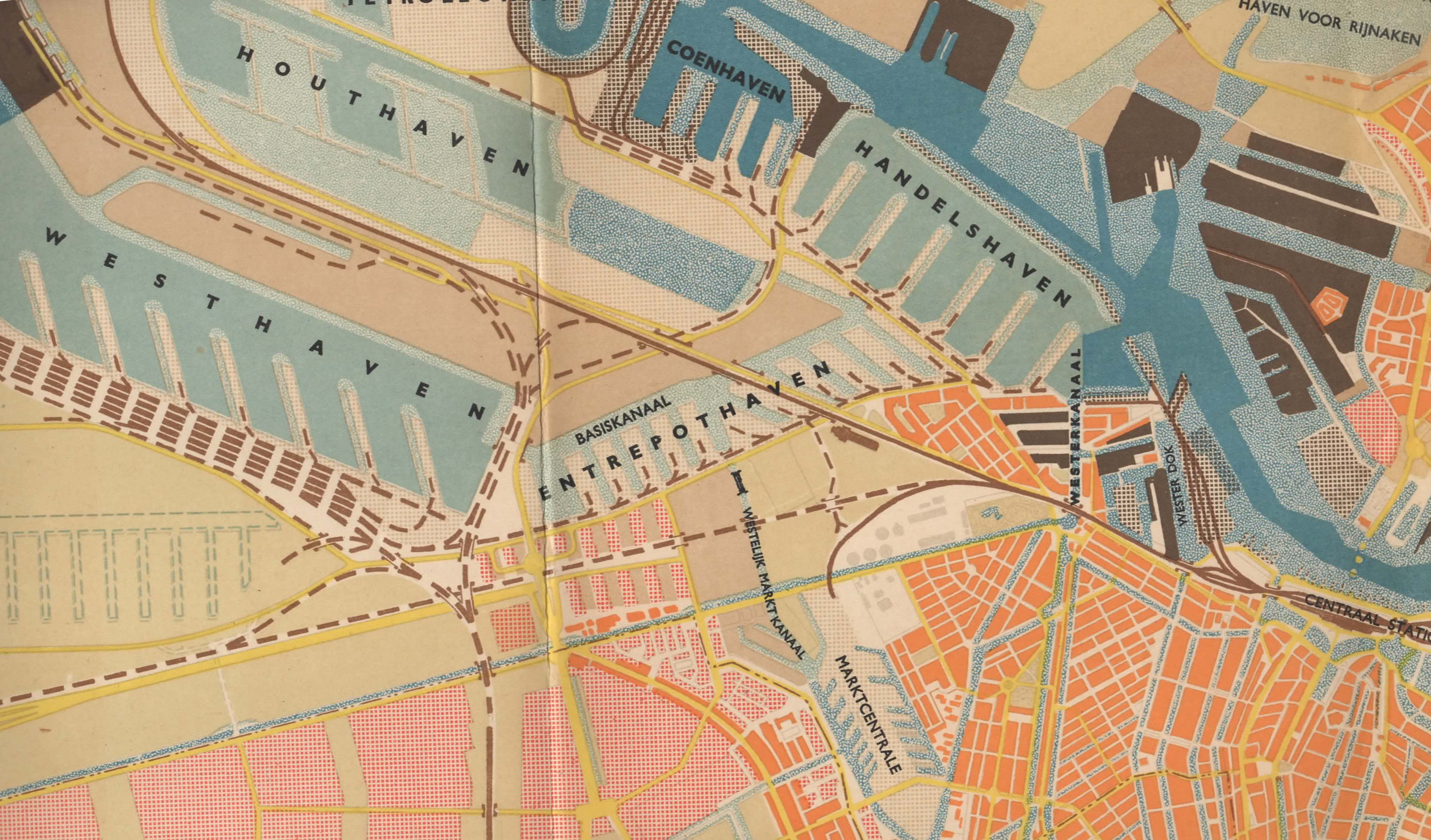
Deelkaart uit het AUP, betreffende de planning van het Westelijk Havengebied. December 1934.

Het Westelijk Marktkanaal is een kanaal in Amsterdam-West. De naam van het kanaal verwijst naar de ligging van het kanaal ten opzichte van de Centrale Markthallen. Het kanaal is in 1934 in gebruik genomen voor de ontsluiting en bevoorrading van de Centrale Markthallen. Tegenwoordig vindt het meeste vervoer plaats per vrachtauto. In tegenstelling tot de Kostverlorenvaart is het kanaal geen doorgaande vaarroute. Aan de Willem de Zwijgerlaan liggen aan de westzijde een groot aantal woonboten.
Het kanaal takt bij de zuidpunt van het schiereiland en woonwijk Kop van Jut af van de Kostverlorenvaart en ontsluit het terrein van de Centrale Markthallen aan de westzijde. In de Jan van Galenstraat ligt de basculebrug Jan van Galenbrug over het kanaal. Daarna loopt het kanaal evenwijdig aan de Willem de Zwijgerlaan en takt de De Rijpgracht af. Voor de Haarlemmerweg vertakt het kanaal zich in drieën en lopen alle drie de takken dood.
In het uit 1935 daterende Algemeen Uitbreidingsplan zou het kanaal in noordelijke richting verlengd worden naar het Westelijk Havengebied, onder de Haarlemmerweg en de spoorlijnen naar Haarlem en Zaandam door, zodat een rechtstreekse verbinding zou ontstaan tussen het havengebied en de Kostverlorenvaart. Deze verbinding is echter nooit gerealiseerd.